# Сирийски преводи на Библията
Сирийските преводи на Библията са пет или шест ранни варианта на сирийски език на Новия завет или части от него. Те са от голяма важност за библеистиката, тъй като сирийският език е близък до арамейския, използван от Иисус Христос и неговите апостоли.